# Vidua purpurascens
Vidua purpurascens là một loài chim trong họ Viduidae.